# Heroj ulice
Heroj ulice treći je studijski album Prljavog Kazališta. Na ovom albumu je vokal Jasenko Houra, a najpoznatija pjesma je naslovna "Heroj ulice". Album nije zabilježio veći uspjeh. Album ukupno traje 28 minuta i 25 sekundi.

## Popis pjesama
1. Široke ulice (4:36)
2. Djevojke bi (2:39)
3. Lupam glavom u radio (2:35)
4. Noćas sam izašao na kišu (4:04)
5. Amerika (3:48)
6. Sve gradske bitange (2:55)
7. Djevojka snova (3:10)
8. Heroj ulice (4:38)

## Izvođači
- ritam gitara, vokal - Jasenko Houra
- solo gitara - Marijan Brkić
- bas gitara - Ninoslav Hrastek
- bubnjevi - Tihomir Fileš

## Gosti
- prateće udaraljke - Miroslav Budanko-Ajzić
- konge (u pjesmi "Amerika") - Sjunne Ferger
- saksofon - Janne Gustafsson

## Produkcija
- Producent - Tini Varga
- Tekst, glazba i aranžman - Jasenko Houra
- Grafička oprema - Studio SLS
- Dizajn - Mirko Ilić
- Ilustracija - Mirko Ilić, Igor Kordej
- Fotografija - Marko Čolić
- Glavni i odgovorni urednik - Blaško Novak
- Muzički urednik - Dušan Šarac